# 青木孝太
青木孝太（1987年4月27日—），日本職業足球員，前日本20歲以下足球代表隊成員。

## 俱乐部生涯
2006年，青木孝太在市原千葉JEF聯开始足球生涯。2009年转会至岡山綠雉，2012年转会至甲府風林，2013年转会至群馬草津溫泉。

## 日本國家足球隊
青木孝太参加了2007年U-20世界盃。

## 外部連結
- （日語）J.League Data Site （页面存档备份，存于）